# Будівельна механіка

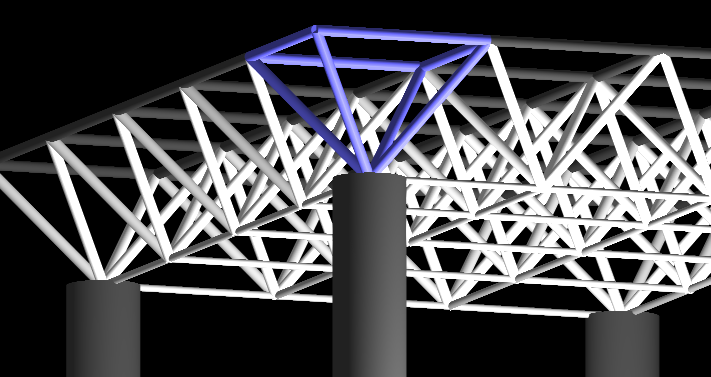
Приклад просторової фермової конструкції

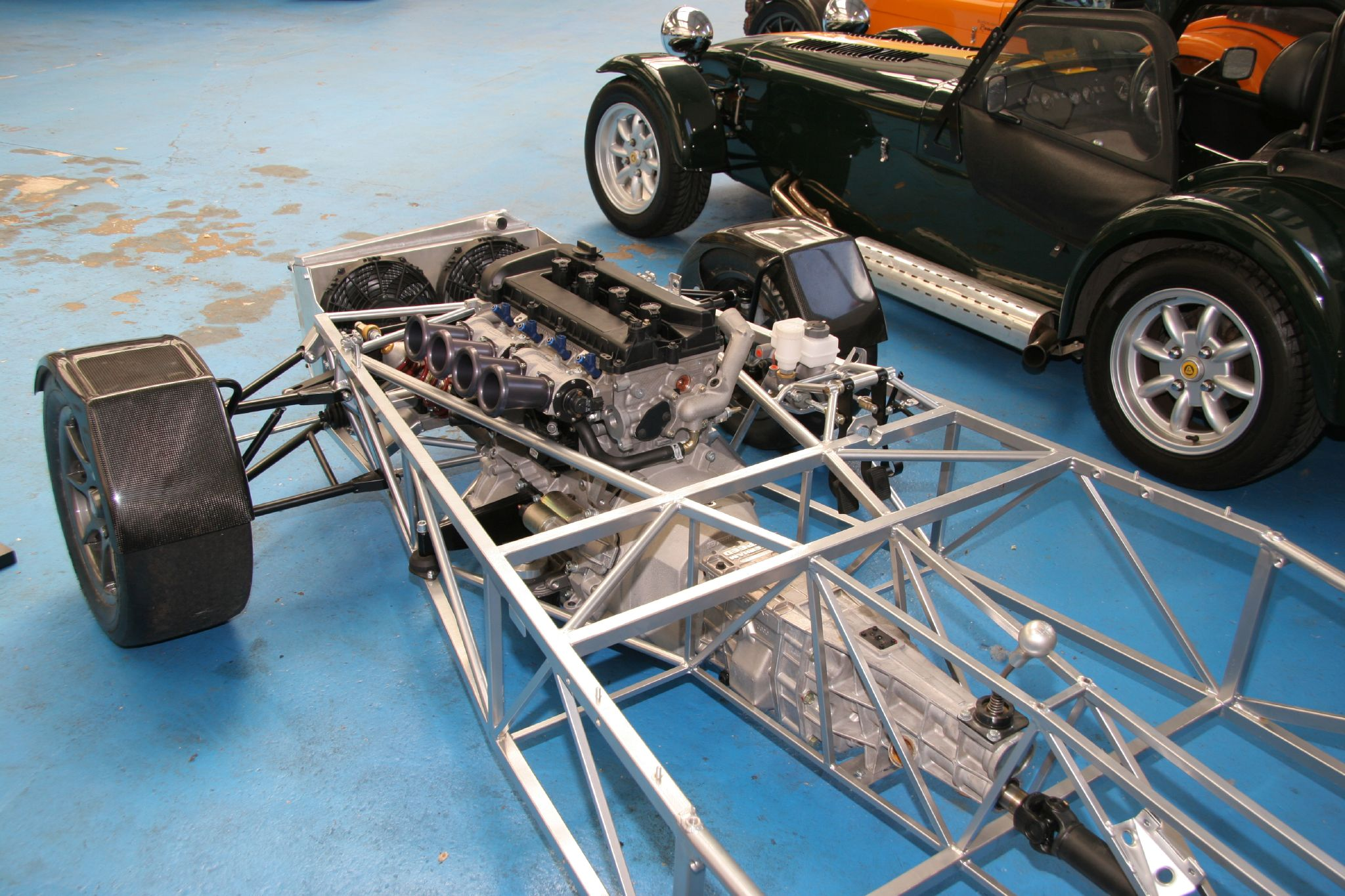
Приклад рамної конструкції корпусу гоночного автомобіля

Будівельна механіка — це наука про методи розрахунку споруд на міцність, жорсткість, стійкість та коливання .
Як самостійна наука будівельна механіка почала розвиватися у першій половині XIX століття у зв'язку з активним будівництвом мостів, залізниць, гребель, суден і великих промислових споруд. Відсутність методів розрахунку таких споруд, що не дозволяла створювати легкі, економічні й одночасно надійні конструкції спричинила інтенсивний розвиток окремих розділів теоретичної механіки, опору матеріалів, теорії пружності і теорії пластичності у напрямку прикладного їх використання для розрахунку будівельних конструкцій.
Саме розділи цих дисциплін стали базою для розвитку сучасної будівельної механіки як науки та її складовими частинами.

## Предмет будівельної механіки
Будівельна механіка вивчає складні механічні системи (споруди), до яких входять елементи різних типів: масивні тіла, пластини, оболонки, стрижні. Вона розглядає статику, динаміку і стійкість споруд). У класичній будівельній механіці розглядаються лише стрижневі системи. Однак практичні потреби обумовили появу нових, спеціальних курсів будівельної механіки, де розглядаються нестрижневі системи.
У результаті з'явилися такі спеціалізовані курси, як «Будівельна механіка корабля» (розглядається розрахунок пластин і оболонок), «Будівельна механіка авіаційних конструкцій» (розглядається розрахунок пластинок і оболонок стосовно конструкцій літака). У цих курсах у більшій мірі використовуються методи теорії пружності, які є значно складнішими, ніж методи класичної будівельної механіки.

## Граничні стани, що розглядаються будівельною механікою
Усі інженерні (будівельні) конструкції і споруди — будівлі, мости, резервуари, корпуси автомобілів, літаків, суден та інших конструкцій — повинні задовольняти умовам міцності, жорсткості та стійкості.
Умови міцності полягають у тому, що зусилля і напруження в елементах конструкцій не повинні перевищувати величин, за яких ці елементи можуть зруйнуватися.
Умови механічної жорсткості полягають у тому, що деформації в елементах конструкцій не повинні перевищувати величин, за яких ці елементи чи вся конструкція в цілому стане не придатною до експлуатації.
Умови стійкості полягають у тому, що при знятті навантажень споруда повинна відновлювати свій попередній стан.
У найбільшій мірі вивчений і висвітлений в літературі розділ будівельної механіки — будівельна механіка стрижневих систем, до яких відносяться ферми, балки, рами, арки та комбіновані системи, що утворюються поєднанням балок, рам, ферм.

## Основні задачі
Будівельна механіка обмежується визначенням напружень, деформацій і переміщень під дією зовнішніх навантажень і не розглядає критеріїв міцності, як це робиться в опорі матеріалів.
Сучасна будівельна механіка має цілу низку класифікацій задач, що розглядаються.
Розрізняють плоскі задачі, що розв'язуються у двовимірній системі координат і просторові задачі, що розглядаються у тривимірному просторі. Зазвичай просторові конструкції намагаються розчленувати на плоскі елементи, розрахунок яких простіший, хоча це не у всіх випадках вдається. Більшість основних методів розрахунку й теорем викладається щодо плоских систем. Подальші узагальнення на просторові системи, як правило, вимагають лише написання громіздкіших рівнянь.
Розрізняють також, статичні задачі будівельної механіки і динамічні. Останні повинні враховувати інерційні властивості конструкції, що виражаються через похідні по часу. Сюди ж відносяться задачі, пов'язані з врахуванням в'язких властивостей матеріалів, повзучості й тривалої міцності. Таким чином, існує будівельна механіка статичних систем і будівельна механіка динамічних систем.
Будівельна механіка поділяється також на лінійну й нелінійну. Розрізняють геометричну й фізичну нелінійності. Геометрична нелінійність рівнянь будівельної механіки звичайно виникає при великих переміщеннях і деформаціях елементів, котрі в будівельних конструкціях зустрічається порівняно рідко. Фізична нелінійність з'являється при відсутності пропорційності між зусиллями й деформаціями, тобто при використанні неідеально пружних матеріалів. Фізичною нелінійністю в тому або іншому ступені володіють всі конструкції, однак при малих напруженнях нелінійні залежності можна замінити лінійними.

## Основні допущення
Розрахунки в будівельній механіці базуються на певних припущеннях і гіпотезах. Вони збігаються з допущеннями і гіпотезами опору матеріалу, але повинні бути віднесені до всієї споруди в цілому.

## Напрямки розвитку
Будівельна механіка поділяється на напрямки, що відносяться до розрахунку конструкцій певного виду: стержневих конструкцій (ферм, рам, балкових систем і арок), пластин і пластинчастих систем, оболонок, гнучких ниток і вантових систем, пружних і непружних основ, мембран і т. д.
Порівняно новим напрямком у будівельній механіці є вивчення систем з випадковими параметрами, тобто такими, величина яких може бути передбачена лише ймовірнісними методами. Наприклад, величина максимального снігового навантаження за заданий період часу є імовірнісною величиною. Розрахунок споруд із урахуванням імовірності появи тих чи інших станів складає предмет теорії надійності й імовірнісних методів розрахунку, що стали невід'ємною частиною сучасної будівельної механіки.

## Будівельна механіка в Україні
При Академії будівництва України існує відділення «Будівельна механіка і будівельна фізика» (керівник відділення Баженов В. А., вчений-секретар Лізунов П. П.).
У Відділенні працюють двадцять два дійсні члени Академії будівництва України, які виконують дослідження в галузі будівельної механіки і будівельної фізики в наступних закладах:
- Науково-дослідному інституті будівельної механіки КНУБА (академіки Баженов В. А., Гоцуляк Є. 0., Гуляр 0. І., Дехтярюк Є. С., Лізунов П. П.),
- Київському національному університеті будівництва і архітектури (академіки Корбут В. П., Лисицький М. Ф., Малкін Е. С., Підгорний О. Л., Худенко А. А., Шкельов Л. Т.),
- Науково-дослідному інституті механіки швидкоплинних процесів Міносвіти і науки України (академік Верюжський Ю. В.),
- Національному транспортному університеті (академіки Піскунов В. Г., Рассказов 0. 0.),
- Національному технічному університеті України «Київський політехнічний інститут» (академік Сахаров О. С.),
- Полтавському технічному університеті (академік Строй А. Ф.),
- Придніпровській державній академії будівництва та архітектури (академік Прусаков О. П.),
- Одеській державній академії будівництва і архітектури (академік Темнов І. І.),
- Харківській державній академії міського господарства (академік Намітоков К. К.),
- Харківському державному технічному університеті будівництва та архітектури (академіки Редько О. Ф., Шеренков І. А.).